# 银大眼鲳
銀鱗鲳（学名：Monodactylus argenteus），又名銀大眼鯧，为輻鰭魚綱鱸形目銀鱗鯧科大眼鲳属的鱼类，俗名銀鯧、龙黄。

## 分佈
本魚分布于印度洋非洲东岸至太平洋中部诸岛以及中国南海、台湾海峡等海域，深度0-12公尺，多见于近岸地带以及常活动于岩石或珊瑚礁中。该物种的模式产地在印度。

## 特徵
本魚體極側扁，略呈菱形，眼大，吻尖。鱗片細小，魚體為銀白色，幼魚顏色較鮮豔，除尾鰭外各鰭為橙黃色具黑緣，且頭部具2條黑色細橫帶，成魚較不明顯，尾鰭截形，背鰭硬棘7至8枚；背鰭軟條27至31枚；臀鰭硬棘3枚；臀鰭軟條27至32枚，體長可達27公分。

## 生態
本魚生活於熱帶地區，常見於河口、紅樹林、內灣等沙泥底質區域，對鹽度變化的忍受力極佳，具領域性，屬肉食性，以浮游動物及小型甲殼類為食。

## 經濟利用
可食用，但多做為觀賞魚。